# Stenoscaptia venusta
Stenoscaptia venusta är en fjärilsart som beskrevs av Lucas 1890. Stenoscaptia venusta ingår i släktet Stenoscaptia och familjen björnspinnare. Inga underarter finns listade i Catalogue of Life.